# Brigitte et Brigitte
Pour plus de détails, voir Fiche technique et Distribution.
Brigitte et Brigitte est un film français écrit et réalisé par Luc Moullet, sorti en 1966.
Brigitte et Brigitte est le premier long métrage réalisé par Luc Moullet.

## Synopsis
Brigitte et Brigitte arrivent à Paris pour entamer leur première année universitaire. Elles viennent de villes de province différentes, et font connaissance sur un banc de la gare. La mode de leur époque les a façonnées à la même image. Elles deviennent amies et partagent le même appartement. Pourtant, certains points les séparent… 

## Fiche technique
- Titre : Brigitte et Brigitte
- Réalisation : Luc Moullet
- Scénario : Luc Moullet
- Assistant réalisateur : Jean-François Davy
- Décors : Luc Moullet
- Photographie : Claude Creton
- Montage : Cécile Decugis
- Pays d'origine :  France
- Tournage : décembre 1965 à janvier 1966
- Production : Moullet et compagnie
- Format : Noir et blanc - 1,37:1 - Mono - 35 mm
- Genre : Comédie
- Durée : 75 minutes
- Date de sortie : 
  - France - 17 décembre 1966

## Distribution
- Françoise Vatel : Brigitte
- Colette Descombes : Brigitte
- Claude Melki : Léon
- Claude Chabrol : le cousin
- Samuel Fuller : lui-même
- Éric Rohmer : le professeur Schérer
- Michel Gonzalès : Jacques
- Luc Moullet : le cantonnier et l'homme qui achète des journaux
- Michel Delahaye : le surveillant
- Pierre-Richard Bré : un cinéphile
- André Téchiné : un cinéphile
- Paul Martin : un étudiant
- Dominique Rabourdin : un spectateur endormi devant L'Avventura
- Jacques Bontemps : un spectateur endormi devant L'Avventura
- Joël Monteilhet : Workman

## Distinction
- 1966 : Prix spécial du jury au festival international du jeune cinéma de Hyères